# 古藤田俊直
古藤田 俊直（ことうだ としなお、生没年不詳）は、江戸時代初期の剣術家・槍術家。古藤田一刀流（唯心一刀流）の祖とされる。通称は勘解由左衛門（かげゆざえもん）。号は唯心（ゆいしん）。

## 経歴
相州の後北条氏の家臣で、新当流の剣術と槍術に通じていたが、天正12年（1584年）に相州を訪れた伊藤一刀斎と試合をして敗れ、伊藤の門人となった。
俊直の系統の一刀流は、後に「古藤田一刀流」もしくは「唯心一刀流」と呼ばれるが、俊直自身は「一刀流」を名乗っていた。また、俊直の一刀流は剣術だけでなく槍術も伝えており、一刀流の古い形態を伝えている。
孫の俊定（弥兵衛）が大垣藩（戸田家）に200石で仕え、古藤田家は幕末まで代々、大垣藩の一刀流剣術・槍術師範を務めた。